# أبو الرقعمق
أَبُو حَامِدٍ أَحْمَدُ بْنُ مُحَمَّدٍ الْأَنْطَاكِيُّ الملقب بـأَبِي اَلرَّقَعْمَقِ  (ولد ? - توفي ليلة الجمعة 22 من شهْرِ رَمَضانَ سنةَ 399 هـ ـ مايو 1009 م) شاعرٌ كثير الهَزْل والمجون، ينسب إلى مدينة أنطاكية. أقام في مِصر زماناً طويلاً، ومعظم شعره مدح في ملوكها ورؤسائها، ومدح من الخلفاء الفاطميين الخليفة المعز وولده العزيز بالله، والخليفة الحاكم بأمر الله، والقائد جوهر الصقلي، والوزير أبا الفرج ابن كلس، وغيرهم من أعيانها.
وقال بعضهم: "إن لقب (الرَقَعمَق) لم نجد له أصلاً في اللغة، ولا يوجد لدينا من الأخبار ما يدلنا على سبب تلقيبه به، ولكننا نجنح لتأويله على أنه تركيب لصفتي (الرَقَاعة) و(الحماقة)، فالرقيع من أسماء الأحمق؛ وذاك أن عقله يحتاجُ إلى رقعٍ مثل الثوب، فبدل أن يقال لصاحبنا الرقيع الأحمق فقد اختُصر ذلك بـ (الرقعمق)".

## وصلات خارجية
- أبو حامد احمد بن محمد الانطاكي نزيل مصر الفقه الإسلامي.